# Stato coerente spremuto
In Fisica, uno stato coerente spremuto (stato squeezed) è un qualsiasi stato dello Spazio di Hilbert in cui il principio di incertezza è saturato. Così, il prodotto dei due operatori corrispondenti sui suoi valori minimi:
{\displaystyle \Delta x\Delta p={\frac {\hbar }{2}}}
Lo stato più elementare è lo stato zero {\displaystyle |0\rangle } dell'oscillatore armonico quantistico. 
La successiva classe degli stati che soddisfa questa identità è rappresentata dalla famiglia degli stati coerenti {\displaystyle |\alpha \rangle }.
Spesso il termine "stato spremuto" è usato per qualsiasi stato con {\displaystyle \Delta x\neq \Delta p} in "unità di oscillatori naturali".
L'idea dietro a ciò è che il cerchio denoti uno stato coerente in un diagramma di fase di quadratura (sotto) è stato "spremuto" in un'ellisse della stessa area.

## Definizione matematica
|  |  |  |